# Josep Nogué i Felip
Josep Nogué i Felip (Igualada, Anoia, 4 d'abril de 1946) és un economista i activista social català.

## Trajectòria

### Joventut
Nascut a Igualada el 1946, en el si d’una família nombrosa de 9 germans, es llicencià en Ciències econòmiques al mateix temps que treballava en una entitat bancària. Com que havia tingut una formació religiosa, de ben jove va entrar a formar part del Moviment Junior d'Acció Catòlica i de la Joventunt Independent Catòlica. Allà va començar a cultivar un compromís social i polític creixent que va resultar, en primer lloc, en un lligam a la Unió Sindical Obrera (USO), on va ser detingut i multat el 1971 i jutjat a Madrid (Tribunal de Orden Público) el 1974. En segon lloc, va militar en el Partit Comunista d'Espanya Internacional.

### Vida laboral, política i activista
El 1972 es va traslladar a viure a Cornellà de Llobregat, al barri de Sant Ildefons, població amb la qual, i també amb el Baix Llobregat en general, va adquirir un fort compromís social que el portà a participar en diverses entitats socials, sindicals, veïnals, municipalistes i polítiques. Pel que fa al seu compromís polític, va formar part de la candidatura del PSUC encapçalada per Frederic Prieto i Caballé. En aquest període, el 1981, es va produir una fractura en el 5è congrés del PSUC entre els sectors eurocomunista i prosoviètic i el grup municipal comunista es va dividir. Arrel d'aixo, alguns regidors es van afiliar amb el Partit Comunista de Catalunya, van perdre la seva condició de regidors i es van destituir responsabilitats del regidor independent del PSUC Joan tardà i Coma, per la qual cosa es van cobrir les vacants i Nogué va completar el nou grup municipal comunista. Amb aquest partit va guanyar les primeres eleccions municipals democràtiques després del franquisme l'any 1979. Va ser tinent d'alcalde d'Hisenda fins al 1985 i després de Governació fins al 1987. Durant la seva trajectòria laboral, va treballar durant diverses dècades a Caixa Catalunya, i també ha col·laborat activament amb l'observatori econòmic digital Eixos.cat.

## Reconeixements
Des de l'any 2016 va impulsar el Viquiprojecte Cornellà. El 2 de febrer del 2023 Josep Nogué fou nomenat membre d'honor d'Amical Wikimedia després de 5 anys de refusar-lo com el primer afiliat al món circumscrit a la projecció d'una llengua i no en l'àmbit d'un Estat. Es va premiar el fet que, gràcies a la seva tasca, Amical Wikimedia va rebre el reconeixement internacional de la Fundació Wikimedia i que també va ser partícip a l'hora de rebre el Premi Nacional de Cultura del 2014. Nogué va rebre una distinció en reconeixement de la seva trajectòria a l'entitat, de la qual fou soci fundacional i va assumir la tresoreria des de la creació de l'associació, el 2009, i fins al 2016, i també per la seva contribució a les successives juntes. La Sala Titan de la Biblioteca Marta Mata de Cornellà de Llobregat acollí aquest acte de nomenament de Josep Nogué com a membre d'honor d'Amical Wikimedia.